# Tove Lo

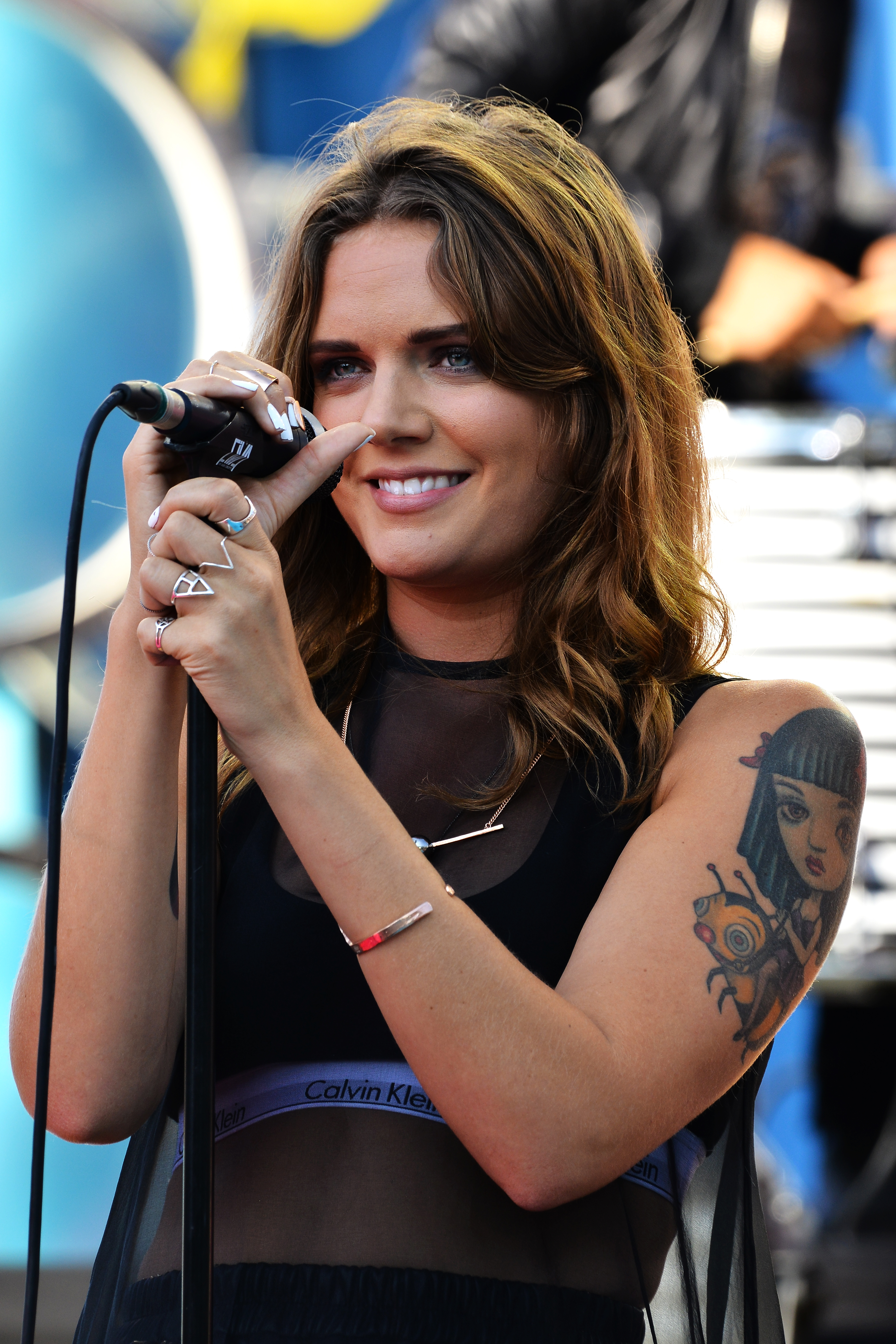
Tove Lo (2014)

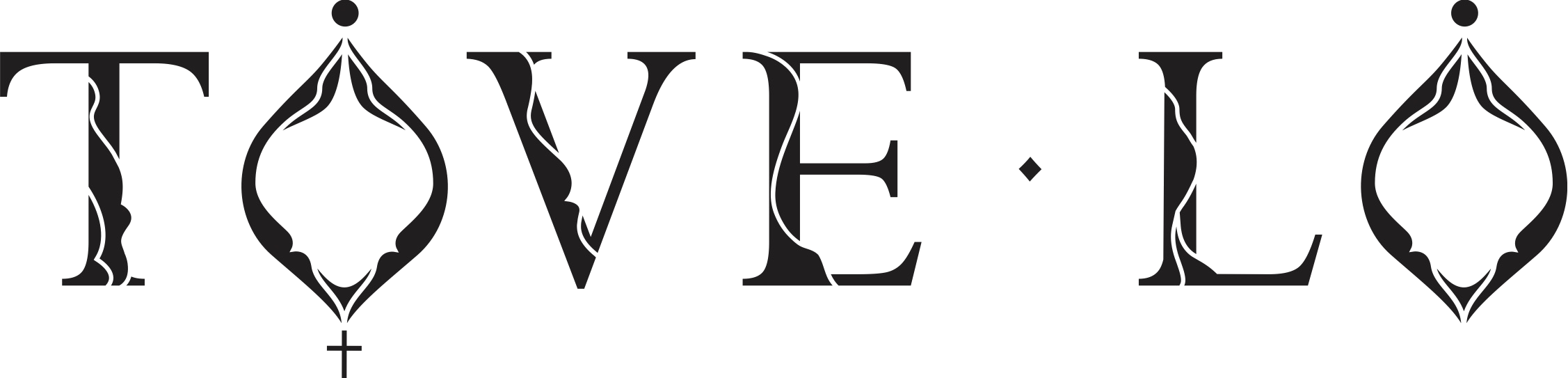
Logo

Ebba Tove Elsa Nilsson (* 29. Oktober 1987 in Helsingborg) – besser bekannt als Tove Lo – ist eine schwedische Sängerin und Songwriterin, die insbesondere durch ihre Single Habits (Stay High) bekannt ist und bisher fünf Studioalben veröffentlichte.

## Leben
Ebba Tove Elsa Nilsson wurde als Tochter einer Psychologin und des IT-Unternehmers Magnus Nilsson (Mitgründer von Zettle) geboren. Sie hat einen älteren Bruder. Ihren Künstlernamen Tove Lo erhielt sie im Alter von drei Jahren von ihrer Patentante, da sie angeblich ein besonderes Interesse für Luchse (schwedisch Io) hegte. Tove Lo wuchs in Djursholm in der Gemeinde Danderyd, etwa sieben Kilometer nördlich von Stockholm, auf. Nach eigenen Aussagen hatte sie aufgrund der wohl behüteten Erziehung durch ihre Eltern und deren vornehmer Lebensweise eine glückliche Kindheit. Sie erbrachte gute Schulleistungen und kam in Kontakt mit Literatur, woraufhin sie selbst Gedichte und Kurzgeschichten schrieb.
In ihrer Jugend wurde Musik immer mehr Bestandteil ihres Lebens, sodass sie selbst mit einigen Freunden eine Girlgroup gründete. Im Alter von 10 oder 11 Jahren schrieb sie mit ihrer Band die ersten Songs. Mit 15 Jahren stellte sie ihre erste Kompilation zusammen, die hauptsächlich aus Lyrik bestand, und führte diese auf. Daraufhin schrieb sie sich für die Rytmus Musikergymnasiet, eine Musikschule in Stockholm, ein. Dort schloss sie Freundschaft mit Caroline Hjelt, die später mit Aino Jawo die Band Icona Pop gründete. Nach zwei Jahren Ausbildung beschloss sie, eine Musikkarriere anzustreben, obwohl dies nicht den Erwartungen der Eltern entsprach.

## Karriere

### 2006 – 2013: Karrierebeginn
2006 begann Tove Lo zusammen mit Christian Bjerring, einem Gitarristen der Band Rytmus, eigene Lieder zu schreiben. Zusammen mit drei anderen Studenten aus ihrer Schule gründeten sie die Rockband Tremblebee. Sie spielten einige Jahre zusammen in Bars in Schweden und veröffentlichten einige ihrer Lieder, bevor sie sich trennten. Tove Lo lernte das schwedische Produktions-Duo The Struts kennen. Nach der Trennung von ihrer ehemaligen Band entwickelte sie sich in Richtung Popmusik. Sie entschied, sich auf ihre eigene Musik zu konzentrieren und nahm innerhalb von sechs Monaten in ihrem eigenen Studio einige Demosongs auf. In dieser Zeit lernte sie nicht nur Schlagzeug zu spielen, sondern eignete sich zudem Wissen zur Musikprogrammierung und -produktion an. Später wohnte sie zusammen mit Icona Pop in einem Vorort von Stockholm.
Tove Lo traf einen A&R-Manager (Artists and Repertoire), dem sie ein Demo weitergab. Auf einer Feier anlässlich Icona Pops erstem Plattenvertrag traf sie diesen wieder. Da der A&R-Manager das Demo mochte, machte er Tove Lo mit einem Team von Songschreibern, dem auch The Struts und Hjelt angehörten, bekannt. 2011 entschied sich Tove Lo vorerst für eine Karriere als Songwriterin. Sie schloss einen Vertrag mit Warner/Chappell Music ab und zog nach Los Angeles, um dort mit dem Produzenten Max Martin zusammenzuarbeiten. 2012 arbeitete sie mit dem britischen Produktionsteam Xenomania und dem schwedischen Produzenten Alexander Kronlund zusammen. Gemeinsam schrieb sie Something New (veröffentlicht von Girls Aloud), We Got the World (veröffentlicht von Icona Pop) und ein paar Lieder für das erste Album von Xenomania.
Tove Lo entschied sich, eine Nebenkarriere als Indie-Sängerin zu starten. Sie schrieb nun viel persönlichere Lieder und veröffentlichte diese selbst. Ihre erste Single Love Ballad wurde im Oktober 2012 veröffentlicht, die zweite Single Habits im März 2013. Letztere brachte ihr erhebliche Aufmerksamkeit im Internet ein. Tove Los Stimme war in dem Lied Run On Love von Lucas Nord zu hören, welches im Juni 2013 auf seinem Album Islands veröffentlicht wurde. Außerdem war sie an der Single Strangers von Seven Lions und Myon & Shane 54 für den Soundtrack des 2013 veröffentlichten Films Chroniken der Unterwelt – City of Bones und Seven Lions’ EP Worlds Apart aus dem Jahr 2014 beteiligt. Im Jahr 2013 wurde sie von Max Martin und dem schwedischen Produzenten Shellback unterstützt. Sie schrieb unter anderem den Song Gold für Victoria Justice und einige Lieder für Tals Album l'infini und Icona Pops Album This Is... Icona Pop.

### 2014 – 2015:Queen of the Clouds

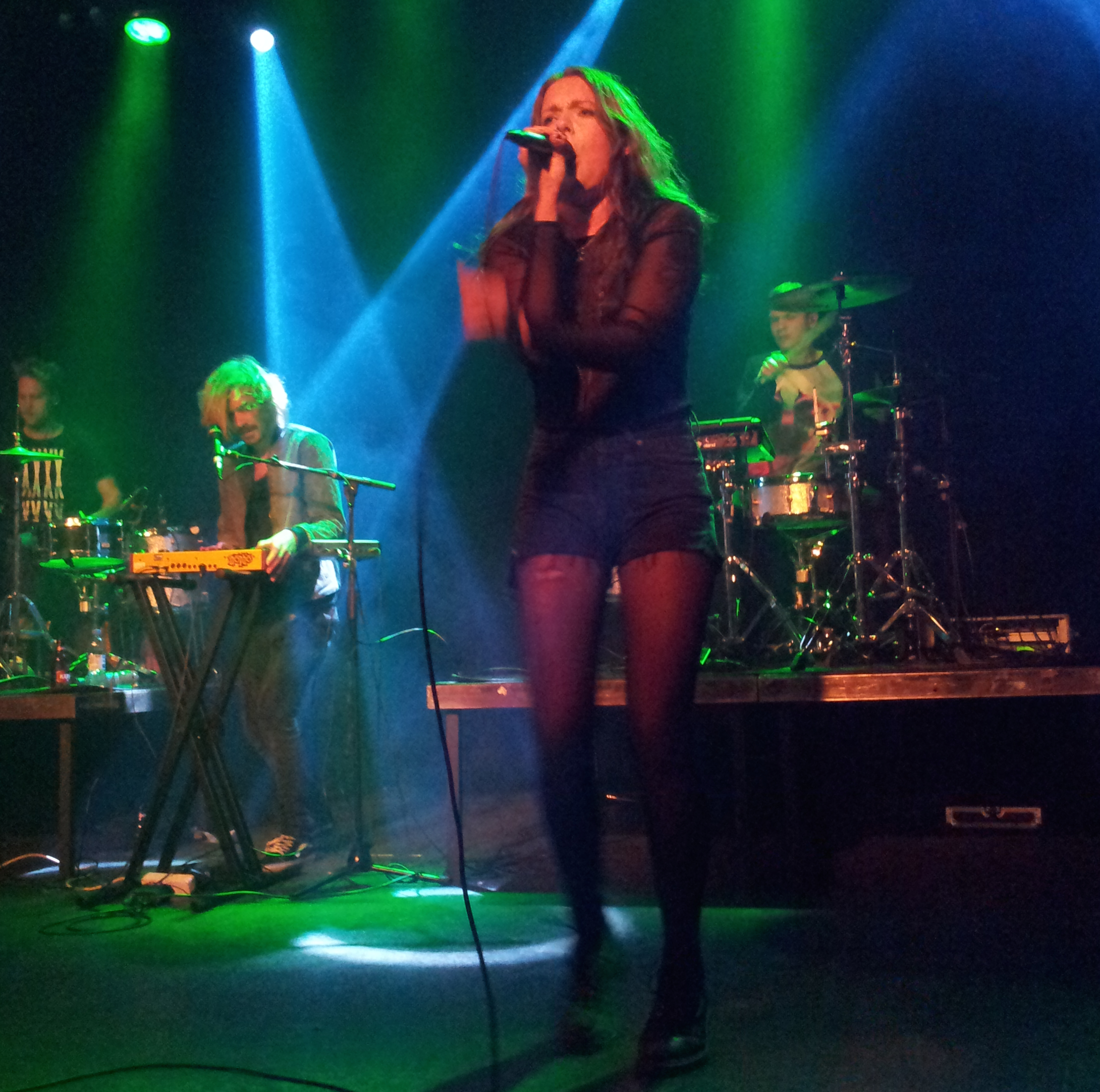
Tove Lo in Helsinki (2014)

Nachdem sie im Internet Aufmerksamkeit bekommen hatte, wurde ihr ein Plattenvertrag von Island Records und Polydor Records angeboten. Mit dem Fokus auf eine internationale Karriere als Sängerin trat sie in einigen Shows in London und beim South by Southwest Festival in den Vereinigten Staaten auf. Am 3. März 2014 veröffentlichte sie ihre erste EP Truth Serum, mit welcher sie sogar in die schwedischen Charts kommen konnte. Die EP schaffte es bis auf Platz 13. Sie bekam gute Kritik für die EP und auch die Aufmerksamkeit ihr gegenüber wuchs. Von der EP wurden zwei Singles veröffentlicht. Als erstes der Song Out of Mind und als zweite Single eine Wiederveröffentlichung ihres bereits 2013 veröffentlichten Songs Habits als Habits (Stay High). Ein Remix wurde von dem amerikanischen Duo Hippie Sabotage unter dem Namen Stay High veröffentlicht, welcher Tove Los Durchbruch in der internationalen Mainstream Musik wurde. Der Song konnte sich auf Platz 13 in Schweden und auf Platz sechs in Großbritannien platzieren. Sie war im Fernsehen zum ersten Mal zu sehen, als sie in der Show Late Night with Seth Meyers im Juni 2014 ihren Song Habits (Stay High) sang. Ihr Debütalbum Queen of the Clouds wurde am 24. September 2014 veröffentlicht und bekam gute Kritiken. Es stieg auf Platz 14 in den Billboard-200-Charts ein und konnte sich dort in der ersten Woche 19.000 mal verkaufen. In Großbritannien erreichte das Album Platz 17 und in Schweden sogar Platz 6, wo es von der Swedish Recording Industry Association (GLF) mit Platin ausgezeichnet wurde, da das Album dort über 40.000 mal verkauft wurde. Aus Queen of the Clouds wurden insgesamt vier Singles ausgekoppelt. Als erstes wurde wieder Habits (Stay High) veröffentlicht, diesmal aber in den Vereinigten Staaten, wo der Song Platz drei erreichte. Die zweite Single Talking Body konnte sich dort auf Rang 12 platzieren, in Schweden auf Rang 12 und in Großbritannien auf Rang 17. Als dritte Single wurde Timebomb veröffentlicht und Moments wurde als vierte und letzte Single aus dem Album veröffentlicht.
Tove Lo ist außerdem auf dem Track Heroes (We Could Be) von dem schwedischen DJ Alesso zu hören. Der Song erschien später auf seinem Album Forever. In Schweden konnte sich der Song bis auf Rang fünf platzieren, während er sich in Großbritannien auf Rang sechs und in den Vereinigten Staaten auf Rang 31 platzieren konnte. Sie spielte eine Zeit im Vorprogramm der Prismatic World Tour von Katy Perry im November 2014. Sie nahm den Song Scream My Name für den Soundtrack des Films Die Tribute von Panem – Mockingjay Teil 1 auf, welcher ebenfalls im November 2014 veröffentlicht wurde. Ende 2014 wurde sie zu einer Songschreibergruppe von Max Martin hinzugefügt. Sie schrieb unter anderem Lieder für das Album Sorry I'm Late von Cher Lloyd, Louder von Lea Michele und 1 von Zara Larsson. Tove Lo schrieb zudem noch den What Are You Waiting For? von The Saturdays. Im Dezember 2014 sagte Tove Lo, dass sie eine Auszeit nehmen würde, da sie an den Stimmbändern operiert werden müsste. Die Operation fand am 3. Januar 2015 statt und war erfolgreich.

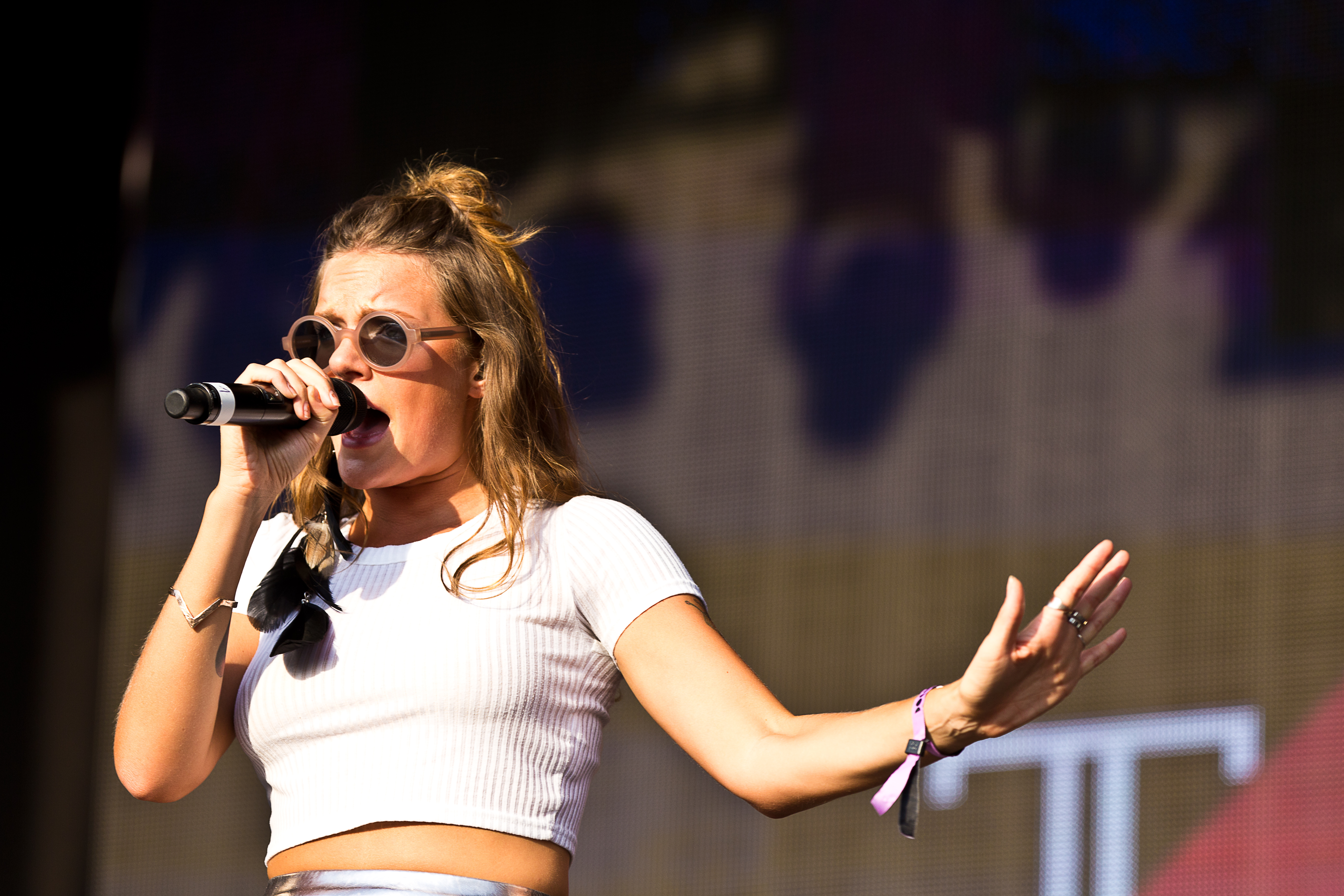
Tove Lo beim Melt! in Deutschland (2015)

Bei den Grammis gewann sie in der Kategorie Artist of the Year und Song of the Year mit dem Lied Habits (Stay High). Man konnte Tove Lo in dem Lied der schwedischen Gruppe Urban Cone Come Back to Me hören, das im März 2015 für deren Album Polaroid Memories veröffentlicht wurde. Im Mai 2015 wurde bekannt, dass sie zusammen mit dem Sänger Adam Lambert einen Song für sein nächstes Album The Original High aufgenommen hat. Sie schrieb unter anderem das Lied Love Me Like You Do von Ellie Goulding, welches in den Deutschen Charts auf Platz 1 debütierte und das Lied Sparks von Hilary Duff. Zudem schrieb Tove Lo auch noch weitere Lieder für Duffs fünftes Album Breathe In. Breathe Out., nämlich Stay In Love und One in A Million. Mit Love Me Like You Do konnte Tove Lo noch eine weitere Nominierung für einen Grammy verzeichnen. Am 2. Oktober 2015 wurde eine neue Version von ihrem ersten Album Queen of the Clouds als Blueprint Version veröffentlicht. Es enthält alle Lieder des Originals, hinzugefügt wurden die Lieder Over, Out of Mind und Paradise von ihrer EP Truth Serum. Heroes (We Could Be) wurde ebenfalls hinzugefügt. Um diese Edition, bzw. das ganze Album zu promoten, machte sie eine Tour durch Nordamerika im September und Oktober 2015, bei welcher Tove Lo insgesamt 16 Konzerte absolvierte.
Ende 2015 gewann sie den STIM platinum guitar Preis. Man hörte Tove Lo auf dem Track Fun von dem siebten Studioalbum A Head Full of Dreams der Band Coldplay, welches am 4. Dezember 2015 veröffentlicht wurde. Tove Lo war außerdem auf Close zu hören, der ersten Single aus dem dritten Album des Sängers Nick Jonas. Der Song wurde am 25. März 2016 veröffentlicht. Say It, ein Lied von Flume wurde außerdem von Tove Lo gesungen und am 20. April 2016 veröffentlicht.

### 2016–2018:Lady WoodundBlue Lips
In einem Interview während der 2016 Billboard Music Awards, bestätigte Tove Lo, dass sie ihr zweites Studioalbum, welches im Gegensatz zum ersten Album viel dunkler und träumerischer ist, fertig aufgenommen hat. Um dieses zu promoten, sang sie 18 mal als Vorband für die Maroon V Tour in den Vereinigten Staaten. Am 4. August 2016 veröffentlichte sie die erste Singleauskopplung Cool Girl aus ihrem zweiten Studioalbum Lady Wood, welches am 28. Oktober 2016 erschienen ist. Am 23. Oktober 2016, fünf Tage vor dem Release des Albums kündigte Tove Lo eine Tour an, bei der sie Anfang 2017 an 21 Terminen durch Nordamerika und Europa gereist, um das Album zu promoten.
Ihren Kurzfilm Fairy Dust veröffentlichte sie am 28. Oktober 2016. Es ist eine Art Musikvideo, in dem die Songs Fairy Dust, Influence, Lady Wood, True Disaster, Cool Girl, Vibes und ein neuer Song, nämlich What I Want For the Night (Bitches) drin vorkommen. Als zweite Single wurde der Song True Disaster im November des gleichen Jahres veröffentlicht, der Erfolg blieb aber aus. Im Februar 2017 steuerte Tove Lo für den Soundtrack von dem Film Fifty Shades Darker den Song Lies in the Dark bei. Sie schrieb den Song Homemade Dynamite zusammen mit Lorde, welcher dann auf Lordes zweiten Studioalbum Melodrama im Juni 2017 veröffentlicht wurde. Ein remix des Songs wurde später als Single veröffentlicht. Von Juni bis Oktober 2017 wird sie als Vorband von Coldplay bei ihrer A Head Full of Dreams Tour spielen. Der zweite Kurzfilm Fire Fade erschien am 25. August 2017 und enthält die Lieder Fire Fade, Don’t Talk About It, Imaginary Friend, Keep It Simple, Flashes und WTF Love Is.
Ihr drittes Album trägt den Titel Blue Lips und ist die zweite Hälfte ihres Vorgängeralbums. Die erste Single Disco Tits erschien am 7. September 2017. Das Album wurde schlussendlich am 17. November 2017 veröffentlicht. Es konnte nicht den Erfolg des Vorgängers einfahren.
Am 7. Juni 2018 wurde der Remix zum Song Bitches als zweite Single aus dem Album ausgekoppelt. Es enthält Gastbeiträge von Charli XCX, Icona Pop, Alma und Elliphant. Auch für Blue Lips wurde 2018 ein Kurzfilm veröffentlicht, welcher so gut wie alle (bis auf einen) Songs des Albums enthält. Im Oktober des gleichen Jahres war sie auf dem Song Blowin’ Smoke von Major Lazer zu hören.

### Seit 2019:Sunshine KittyundDirt Femme
Für 2019 kündigte Tove Lo bereits im Dezember 2018 neue Musik an. Am 1. Mai 2019 erschien der Song Win Win von Diplo, auf dem sie auch zu hören ist. Die Single Glad He’s Gone erschien am 31. Mai 2019. Das Album Sunshine Kitty erschien am 20. September 2019. Auf dem Album ist auch die Singleauskopplung Really don't like u enthalten, für welche Tove Lo mit Kylie Minogue zusammenarbeitete.
Im Jahr 2021 brachte Tove Lo zusammen mit dem DJ Martin Garrix die Single Pressure heraus. Außerdem kollaborierte sie mit Duran Duran für das Lied Give It All Up, das im Oktober 2021 veröffentlicht wurde.
Im Februar 2022 veröffentlichte Tove Lo die Single How Long, die Teil des Soundtracks der Jugendserie Euphoria ist. Tove Lo gründete ihr eigenes Plattenlabel Pretty Swede Records. Als erste Single dieses Labels veröffentlichte sie No One Dies From Love am 3. Mai 2022. Am 14. Oktober 2022 erschien schließlich das erste Album ihres eigenen Labels: Dirt Femme. Eine weitere Singleauskopplung aus diesem Album, 2 Die 4, wurde am 29. Juli 2022 veröffentlicht, die als Sample die Melodie des 1969 erschienenen Hits Popcorn enthält.

## Diskografie
Studioalben

| Jahr | Titel Musiklabel           | Höchstplatzierung, Gesamtwochen, AuszeichnungChartplatzierungen (Jahr, Titel, Musiklabel, Platzierungen, Wochen, Auszeichnungen, Anmerkungen) | Höchstplatzierung, Gesamtwochen, AuszeichnungChartplatzierungen (Jahr, Titel, Musiklabel, Platzierungen, Wochen, Auszeichnungen, Anmerkungen) | Höchstplatzierung, Gesamtwochen, AuszeichnungChartplatzierungen (Jahr, Titel, Musiklabel, Platzierungen, Wochen, Auszeichnungen, Anmerkungen) | Höchstplatzierung, Gesamtwochen, AuszeichnungChartplatzierungen (Jahr, Titel, Musiklabel, Platzierungen, Wochen, Auszeichnungen, Anmerkungen) | Höchstplatzierung, Gesamtwochen, AuszeichnungChartplatzierungen (Jahr, Titel, Musiklabel, Platzierungen, Wochen, Auszeichnungen, Anmerkungen) | Höchstplatzierung, Gesamtwochen, AuszeichnungChartplatzierungen (Jahr, Titel, Musiklabel, Platzierungen, Wochen, Auszeichnungen, Anmerkungen) | Anmerkungen                                                    |
| Jahr | Titel Musiklabel           | DE | AT | CH | UK | US | SE | Anmerkungen                                                    |
| ---- | -------------------------- | --- | --- | --- | --- | --- | --- | -------------------------------------------------------------- |
| 2014 | Queen of the Clouds Island | DE49 (1 Wo.)DE | AT47 (1 Wo.)AT | — | UK17 Gold · (2 Wo.)UK | US14 Platin · (65 Wo.)US | SE6 Platin · (79 Wo.)SE | Erstveröffentlichung: 24. September 2014 Verkäufe: + 1.270.000 |
| 2016 | Lady Wood Island           | DE66 (1 Wo.)DE | — | CH40 (1 Wo.)CH | UK40 (1 Wo.)UK | US11 (3 Wo.)US | SE1 (26 Wo.)SE | Erstveröffentlichung: 28. Oktober 2016 Verkäufe: + 7.500       |
| 2017 | Blue Lips Island           | — | — | — | — | US138 (1 Wo.)US | SE15 (2 Wo.)SE | Erstveröffentlichung: 17. November 2017                        |
| 2019 | Sunshine Kitty Universal   | — | — | CH88 (1 Wo.)CH | UK59 (1 Wo.)UK | US61 (1 Wo.)US | SE19 (3 Wo.)SE | Erstveröffentlichung: 20. September 2019                       |
| 2022 | Dirt Femme Pretty Swede    | — | — | CH50 (1 Wo.)CH | — | US153 (1 Wo.)US | SE11 (4 Wo.)SE | Erstveröffentlichung: 14. Oktober 2022                         |

## Preise / Auszeichnungen
| Jahr | Auszeichnung | Kategorie                                                                               | Werk                           | Ergebnis  |
| ---- | ------------ | --------------------------------------------------------------------------------------- | ------------------------------ | --------- |
| 2015 | Grammis 2015 | Künstler/in des Jahres 2015                                                             |                                | Gewonnen  |
| 2015 | Grammis 2015 | Lied des Jahres 2015                                                                    | Habits (Stay High)             | Gewonnen  |
| 2015 | Grammis 2015 | Pop des Jahres 2015                                                                     | Queen of the Clouds            | Nominiert |
| 2017 | Grammis 2017 | Künstler/in des Jahres 2018                                                             | Lady Wood                      | Nominiert |
| 2017 | Grammis 2017 | Pop des Jahres 2018                                                                     | Lady Wood                      | Nominiert |
| 2018 | Grammis 2018 | Album des Jahres 2018                                                                   | Blue Lips (Lady Wood Phase II) | Nominiert |
| 2018 | Grammis 2018 | Künstler/in des Jahres 2018                                                             |                                | Nominiert |
| 2018 | Grammis 2018 | Pop des Jahres 2018                                                                     | Blue Lips (Lady Wood Phase II) | Gewonnen  |
| 2018 | Grammis 2018 | Produzent/in des Jahres 2018 (zusammen mit Jakob Jerlström/Ludvig Söderberg/Ali Payami) | Blue Lips (Lady Wood Phase II) | Nominiert |
| 2018 | Grammis 2018 | Texter/in des Jahres 2018                                                               | Blue Lips (Lady Wood Phase II) | Gewonnen  |